# Witkowo (przystanek kolejowy)
Witkowo – przystanek kolejowy w Witkowie Pierwszym, w województwie zachodniopomorskim.

## Ruch pasażerski
| Rok  | Wymiana pasażerska na dobę |
| ---- | -------------------------- |
| 2017 | 20-49                      |
| 2022 | 20-49                      |

W grudniu 2022 przystanek zmienił nazwę z Witkowo Pyrzyckie na Witkowo..